# Bristol Bulldog
 (avril 2025).
Pour les articles homonymes, voir Bulldog.
Le Bristol Bulldog est un avion de chasse britannique de l'entre-deux-guerres.

## Conception
En 1926, le ministère de l'air britannique, constatant que les bombardiers légers surpassaient les capacités défensives des chasseurs, décida de procéder à un appel d'offres pour fournir à la chasse un appareil plus performant. Le cahier des charges stipulait que l'appareil devait posséder de hautes performances, une capacité nocturne, être armé de deux mitrailleuses fixes et être propulsé par un moteur en étoile refroidi par air.
Le Bristol modèle 105 remporta la compétition de justesse face au Hawker Hawfinch. Celui-ci possédait les caractéristiques classiques des biplans de cette époque, c'est-à-dire des ailes de différentes dimensions et décalée, une structure métallique entoilée et un train d'atterrissage fixe. Le prototype du Bulldog Mk.I effectua son premier vol le 17 mai 1927 et fut plus tard équipé d'ailes plus grandes pour tenter de battre le record d'altitude et de vitesse ascensionnelle.
Le second prototype fut doté d'un fuselage allongé, et devint l'avion de série Bulldog Mk.II. Il fut équipé d'un moteur Bristol Jupiter VIII de 440 ch et comportait des équipements modernes tels qu'une alimentation en oxygène et une radio à ondes courtes. Le Bulldog Mk.II entra en service en juin 1929 et constitua l'épine dorsale de la chasse britannique entre la fin des années 1920 et le début des années 1930.
Par la suite plusieurs versions virent le jour, Bulldog Mk.IIA doté d'une structure renforcée et d'un moteur plus puissant, Mk.III pour le Danemark, Mk.IIIA avec un moteur plus puissant, Mk.IVA pour la Finlande et Bulldog TM pour l'entraînement.

## Versions
- Bulldog Mk I : Prototype (1 exemplaire)
- Bulldog Mk II : Avion de série doté d'un fuselage allongé, d'un moteur Bristol Jupiter VIII de 440 ch, d'une alimentation en oxygène et d'une radio à ondes courtes (92 exemplaires).
- Bulldog Mk IIA : Version dérivée du Mk II doté d'une structure renforcée et d'un moteur Jupiter VIIF de 490 ch (268 exemplaires).
- Bulldog Mk III : Version destinée au Danemark équipée d'un moteur Jupiter VIFH (4 exemplaires).
- Bulldog Mk IIIA : Version propulsée par un moteur Bristol Mercury IVS.2 de 560 ch (2 exemplaires).
- Bulldog Mk IVA : Version destinée à la Finlande, équipée d'ailerons renforcés  et propulsée par un moteur Bristol Mercury VIS.2 de 640 ch (18 exemplaires).
- Bulldog TM : Version destinée à l'entraînement et doté d'un second habitacle susceptible d'accueillir un mitrailleur en cas de guerre (59 exemplaires).

## Utilisateurs
- Australie
- Danemark
- République espagnole
- Estonie
- Finlande : Les Finlandais employèrent ces avions contre les Soviétiques en 1940.
- Japon
- Lettonie
- Royaume-Uni
- Siam
- Suède

## Sources
- L'encyclopédie des avions civils et militaires  (trad. Christian Muguet), Nov'Edit, 2004, 446 p. (ISBN 2-915363-17-X)